# دحنانة
دَحْنَانَة (الاسم العلمي: Scophthalmus)، جنس أسماك بحرية من فصيلة الدحنانيات. هي أسماك مفلطحة كبيرة نسبياً موطنها شمال شرق المحيط الأطلسي وبحر البلطيق والبحر الأبيض المتوسط والبحر الأسود.

## الأنواع
يوجد حاليًا أربعة أنواع معروفة في هذا الجنس
- Scophthalmus aquosus (Mitchill, 1815) (Windowpane flounder)
- Scophthalmus maeoticus (Pallas, 1814) (Black-Sea Turbot)
- طربوت عملاق (Linnaeus, 1758) (Turbot)
- Scophthalmus rhombus (Linnaeus, 1758) (Brill)